# Station Cruchten
Station Cruchten (Luxemburgs: Gare Cruuchten) is een spoorwegstation in het dorp Cruchten in de gemeente Nommern in Luxemburg. Het station ligt aan lijn 1, Luxemburg - Troisvierges en wordt beheerd door de Luxemburgse vervoerder CFL.
Vanaf het ontstaan van het station is het een belangrijk overslag punt geweest voor de houtindustrie. Tot halverwege de jaren 70 was er op het terrein van het station een houtzagerij en overlaadplaats.

## Treindienst
| Serie   | Treinsoort         | Route                                        | Bijzonderheden              |
| ------- | ------------------ | -------------------------------------------- | --------------------------- |
| RB 3500 | Regionalbahn (CFL) | Luxemburg – Cruchten – Ettelbruck – Diekirch | Halfuursdienst met RB 3600. |
| RB 3600 | Regionalbahn (CFL) | Luxemburg – Cruchten – Ettelbruck – Diekirch | Halfuursdienst met RB 3500. |

CFL Lijn 1:
Luxemburg · Pfaffenthal-Kirchberg · Dommeldange · Walferdange · Heisdorf · Lorentzweiler · Lintgen · Mersch · Cruchten · Colmar-Berg · Schieren · Ettelbruck · Michelau · Goebelsmühle · Kautenbach · Wilwerwiltz · Drauffelt · Clervaux · Maulusmühle · Troisvierges · Bellain

CFL Lijn 1a: Ettelbruck · Diekirch

CFL Lijn 1b: Kautenbach · Merkholtz · Paradiso · Wiltz · Winseler · Schleif · Schimpach-Wampach
Zie ook: CFL Lijn 2 · CFL Lijn 3 · CFL Lijn 4 · CFL Lijn 5 · CFL Lijn 6 · CFL Lijn 6a · CFL Lijn 6b · CFL Lijn 6c · CFL Lijn 7